# Центр масс

Центр масс треугольника

Центр масс (тж. центр ине́рции) — геометрическая точка, положение которой определяется распределением массы в теле, а перемещение характеризует движение тела или механической системы как целого. Радиус-вектор данной точки задаётся формулой
{\displaystyle {\vec {r}}_{c}=\left(\int \rho ({\vec {r}})dV\right)^{-1}\int \rho ({\vec {r}}){\vec {r}}dV,}
где {\displaystyle \rho ({\vec {r}})} — зависящая от координат плотность, а интегрирование осуществляется по объёму тела. Центр масс может оказаться как внутри, так и вне тела.
Использование понятия центра масс, а также системы координат, связанной с центром масс, удобно во многих приложениях механики и упрощает расчёты. Если на механическую систему не действуют внешние силы, то её центр масс движется с постоянной по величине и направлению скоростью.
Джованни Чева применял рассмотрение центров масс к решению геометрических задач, в результате были сформулированы теоремы Менелая и теоремы Чевы.
В случае систем материальных точек и тел в однородном гравитационном поле центр масс совпадает с центром тяжести, хотя в общем случае это разные понятия.

## Центр масс в классической механике

### Определение
Положение центра масс (центра инерции) системы материальных точек в классической механике определяется следующим образом:
{\displaystyle {\vec {r}}_{c}={\frac {\sum \limits _{i}m_{i}{\vec {r}}_{i}}{\sum \limits _{i}m_{i}}},}
где {\displaystyle {\vec {r}}_{c}} — радиус-вектор центра масс, {\displaystyle {\vec {r}}_{i}} — радиус-вектор i-й точки системы, {\displaystyle m_{i}} — масса i-й точки.
Для случая непрерывного распределения масс:
{\displaystyle {\vec {r}}_{c}={1 \over M}\int \limits _{V}\rho ({\vec {r}}){\vec {r}}dV,}
{\displaystyle M=\int \limits _{V}\rho ({\vec {r}})dV,}
где {\displaystyle M} — суммарная масса системы, {\displaystyle V} — объём, {\displaystyle \rho } — плотность.
Центр масс, таким образом, характеризует распределение массы по телу или системе частиц.
Если система состоит не из материальных точек, а из протяжённых тел с массами {\displaystyle M_{i}}, то радиус-вектор центра масс такой системы {\displaystyle R_{c}} связан с радиус-векторами центров масс тел {\displaystyle R_{ci}} соотношением:
{\displaystyle {\vec {R}}_{c}={\frac {\sum \limits _{i}M_{i}{\vec {R}}_{ci}}{\sum \limits _{i}M_{i}}}.}
Действительно, пусть даны несколько систем материальных точек с массами {\displaystyle M_{1},M_{2},...M_{N}.} Радиус-вектор {\displaystyle {\vec {R}}_{c_{n}}} {\displaystyle n}-ной системы:
{\displaystyle {\vec {R}}_{c_{n}}={\frac {\sum \limits _{i_{n}}m_{i_{n}}{\vec {r}}_{i_{n}}}{\sum \limits _{i_{n}}m_{i_{n}}}}={\frac {\sum \limits _{i_{n}}m_{i_{n}}{\vec {r}}_{i_{n}}}{M_{n}}},\ n=1,2,...N.}
{\displaystyle {\vec {R}}_{c}={\frac {\sum \limits _{n}\left({\frac {\sum \limits _{i_{n}}m_{i_{n}}{\vec {r}}_{i_{n}}}{M_{n}}}\cdot M_{n}\right)}{\sum \limits _{n}M_{n}}}={\frac {\sum \limits _{i}M_{i}{\vec {R}}_{ci}}{\sum \limits _{i}M_{i}}}.}
При переходе к протяжённым телам с непрерывным распределением плотности в формулах будут интегралы вместо сумм, что даст тот же результат.
Иначе говоря, в случае протяжённых тел справедлива формула, по своей структуре совпадающая с той, что используется для материальных точек.

### Примеры
Центры масс плоских однородных фигур
- У отрезка — середина.
- У многоугольников :
  - У параллелограмма — точка пересечения диагоналей.
  - У треугольника — точка пересечения медиан (центроид).
- У правильного многоугольника — центр поворотной симметрии.
- У полукруга — точка, делящая перпендикулярный радиус в отношении {\displaystyle {\frac {4}{3\pi }}} от центра круга.

Координаты центра масс однородной плоской фигуры можно вычислить по формулам (следствие из теорем Паппа — Гульдина):
{\displaystyle x_{s}={\frac {V_{y}}{2\pi S}}} и {\displaystyle y_{s}={\frac {V_{x}}{2\pi S}}}, где {\displaystyle V_{x},V_{y}} — объём тела, полученного вращением фигуры вокруг соответствующей оси, {\displaystyle S} — площадь фигуры.
Центры масс периметров однородных фигур
- Центр масс сторон треугольника находится в центре вписанной окружности дополнительного треугольника (треугольника с вершинами, расположенными в серединах сторон данного треугольника). Эту точку называют центром Шпикера. Это означает то, что если стороны треугольника сделать из тонкой проволоки одинакового сечения, то центр масс (барицентр) полученной системы будет совпадать с центром вписанной окружности дополнительного треугольника или с центром Шпикера.

### Использование
Понятие центра масс широко используется в физике, в частности, в механике.
Движение твёрдого тела можно рассматривать как суперпозицию движения центра масс и вращательного движения тела вокруг его центра масс. Центр масс при этом движется так же, как двигалось бы тело с такой же массой, но бесконечно малыми размерами (материальная точка). Последнее означает, в частности, что для описания этого движения применимы все законы Ньютона. Во многих случаях можно вообще не учитывать размеры и форму тела и рассматривать только движение его центра масс.
Часто бывает удобно рассматривать движение замкнутой системы в системе отсчёта, связанной с центром масс. Такая система отсчёта называется системой центра масс (Ц-система), или системой центра инерции. В ней полный импульс замкнутой системы всегда остаётся равным нулю, что позволяет упростить уравнения её движения.

## Центр масс в релятивистской механике
В случае высоких скоростей (порядка скорости света) (например, в физике элементарных частиц) для описания динамики системы применяется аппарат СТО. В релятивистской механике (СТО) понятия центра масс и системы центра масс также являются важнейшими понятиями, однако, определение понятия меняется:
{\displaystyle {\vec {r}}_{c}={\frac {\sum \limits _{i}{\vec {r}}_{i}E_{i}}{\sum \limits _{i}E_{i}}},}
где {\displaystyle {\vec {r}}_{c}} — радиус-вектор центра масс, {\displaystyle {\vec {r}}_{i}} — радиус-вектор i-й частицы системы, {\displaystyle E_{i}} — полная энергия i-й частицы.
Данное определение относится только к системам невзаимодействующих частиц. В случае взаимодействующих частиц в определении должны в явном виде учитываться импульс и энергия поля, создаваемого частицами.
Во избежание ошибок следует понимать, что в СТО центр масс характеризуется не распределением массы, а распределением энергии. В курсе теоретической физики Ландау и Лифшица предпочтение отдаётся термину «центр инерции». В западной литературе по элементарным частицам применяется термин «центр масс» (англ. center-of-mass): оба термина эквивалентны.
Скорость центра масс в релятивистской механике можно найти по формуле:
{\displaystyle {\vec {v}}_{c}={\frac {c^{2}}{\sum \limits _{i}E_{i}}}\cdot \sum \limits _{i}{\vec {p}}_{i}.}

## Смежные понятия

### Барицентр

Движение космических тел вокруг барицентра.

Термин «центр масс» синонимичен одному из значений понятия барицентр (от др.-греч. βαρύς — тяжёлый + κέντρον — центр), однако последнее применяется преимущественно в задачах астрофизики и небесной механики. Под барицентром подразумевается общий для нескольких небесных тел центр масс, вокруг которого эти тела движутся. Примером может выступить совместное движение планеты и звезды (см. рис.) или компонент двойных звёзд. Центр масс (барицентр) в таком случае находится на отрезке длины {\displaystyle l}, соединяющем тела массами {\displaystyle m_{1}} и {\displaystyle m_{2}}, на удалении {\displaystyle s=m_{2}l/(m_{1}+m_{2})} от тела {\displaystyle m_{1}}.
Другое значение слова барицентр относится, скорее, к геометрии, нежели к физике; в этом значении выражение для координаты барицентра отличается от формулы для центра масс отсутствием плотности (как если бы всегда было {\displaystyle \rho =}  const).

### Центр тяжести
Центр масс тела не следует путать с центром тяжести.
Центром тяжести механической системы называется точка, относительно которой суммарный момент сил тяжести, действующих на систему, равен нулю. Например, в системе, состоящей из двух одинаковых масс, соединённых жёстким стержнем, помещённой в неоднородное гравитационное поле (например, планеты), центр масс будет находиться в середине стержня, в то время как центр тяжести системы будет смещён к тому концу стержня, который находится ближе к планете: вес P = m·g зависит от ускорения свободного падения g, которое уменьшается с высотой.
В однородном гравитационном поле центр тяжести всегда совпадает с центром масс. В некосмических задачах гравитационное поле  обычно может считаться постоянным в пределах объёма тела, поэтому на практике эти два центра почти совпадают.
По этой же причине понятия центр масс и центр тяжести совпадают при использовании этих терминов в геометрии, статике и тому подобных областях, где применение его по сравнению с физикой можно назвать метафорическим и где неявно предполагается ситуация их эквивалентности (поскольку реального гравитационного поля нет, то и учёт его неоднородности не имеет смысла). В этих применениях традиционно оба термина синонимичны, и нередко второй предпочитается просто в силу того, что он более старый.